# Juan Calvo y Pino
Juan Calvo y Pino (Pontevedra, España, 1775 - Rancagua, Chile, 1834), undécimo alcalde del municipio de Rancagua. 
Hijo de Ventura Calvo y Andrea del Pino. Contrajo matrimonio en 1801 con Dolores de la Cuadra y Armijo, hija del primer alcalde de Rancagua, Bernardo de la Cuadra y Echavarría, con quien tuvo cuatro hijos; Dolores, Mercedes, Carmen y Sótero Calvo.
Fue alcalde de Rancagua entre 1812 y 1815. Durante su mandato ocurrió  el Desastre de Rancagua (octubre de 1814), donde los realistas, al mando de Mariano Osorio, sitiaron a los patriotas de Bernardo O'Higgins en la Plaza de Armas de Rancagua, recuperando el control colonial de Chile, debiendo los patriotas huir al exilio. 
Calvo perteneciente a una familia de la aristocracia española, se mostró en un comienzo indiferente al proceso independentista, lo cual fue interpretado tácitamente como apoyo a la causa patriota, por eso los españoles le siguieron un juicio de cuentas del que fue absuelto, en razón que Calvo argumentó que el solo se apegó a las normas que  regulaban su labor como alcalde siendo perdonado con la condición de que acatara nuevamente a las autoridades españolas, lo que finalmente hizo.
Sin embargo, tras la independencia se le consideró prorealista, por lo que sufrió acoso por parte de las nuevas autoridades, en esto influyó que O'Higgins nunca olvidó que tras el desastre de Rancagua, al exigir a Calvo que le entregara el tesoro de Rancagua, éste se negó de manera enérgica y vehemente, reacción que O'Higgins no esperaba del edil de la ciudad. Incluso se comentaba en Rancagua que O'Higgins estuvo a punto de golpear a Calvo. Esto significó que después del triunfo patriota perdiera gran parte de sus bienes al aplicársele altos gravámenes con el pretexto de financiar las alicaídas arcas fiscales; igual suerte corrieron otros hacendados realistas, tanto españoles peninsulares como criollos.
| Predecesor: Antonio de las Cuevas y Mejía | 11º Alcalde de Rancagua 1812 - 1815 | Sucesor: Andrés García y Murillo |